# Park Narodowy Nahuelbuta
Park Narodowy Nahuelbuta – park narodowy w Araukanii w Chile. Rozciąga się wśród szczytów pasma Nahuelbuta, nie sięgając powyżej 1560 m n.p.m. Obejmuje Piedra del Águila (jest to jego najwyższe wzniesienie), Cerro Anay i Alto Nahuelbuta.

## Historia i położenie
Założony został w 1939, a jego nazwa oznacza wielkiego tygrysa.
Park leży 35 km północny wschód od najbliższego mu miasta Angol Zajmuje obszar 68 km². Obszar ten cechuje ciepły, wilgotny klimat o rocznej sumie opadów pomiędzy 1000 a 1500 mm. Średnia temperatura roczna wynosi 13 °C, a od czerwca do sierpnia spotyka się śnieg.

## Fauna i flora
Wśród fauny wymienia się następujące gatunki:
- puma
- pudu
- lis Darwina (Pseudalopex fulvipes)
- dzięcioł magellański (Campephilus magellanicus)
- krytonosek andyjski (Scytalopus magellanicus)
- krytonos rudogardły (Scelorchilus rubecula)
- krytycznie zagrożony wyginięciem płaz Telmatobufo bullocki[2]

Porastają go m.in. araukarie chilijskie. Wiek niektórych okazów araukarii parku ocenia się na 2000 lat. Rosną tam też bukany.